# Ácido úrico
O ácido úrico é um  composto orgânico de carbono, hidrogênio, nitrogênio e oxigênio, cuja fórmula química é C5H4N4O3.
O ácido úrico é encontrado na urina em pequenas quantidades (o produto de excreção principal é a ureia). Em alguns animais, como aves e répteis é o principal produto de eliminação, e é expulso com as fezes. O alto teor de nitrogênio no ácido úrico é a razão pelo qual o guano é tão valioso como fertilizante na agricultura.
No sangue humano, a concentração de ácido úrico entre 3,5 e 7,2 mg/dL é considerada normal pela Associação Médica Americana, podendo ser encontrado em níveis mais baixos nos vegetarianos.
A gota é uma denominação associada a níveis anormais de ácido úrico no organismo. A saturação de ácido úrico no sangue humano pode dar lugar a um tipo de cálculo renal quando o ácido cristaliza nos rins. Uma considerável percentagem de enfermos com gota chegam a ter cálculos renais do tipo úrico.

## Evolução humana
O ácido úrico é o produto final do metabolismo das purinas, em seres humanos devido à perda da atividade de uricase e às várias mutações do seu gene durante a época miocénica, os níveis ácido úrico 
são mais elevados do que outros mamíferos.